# Till Reiners

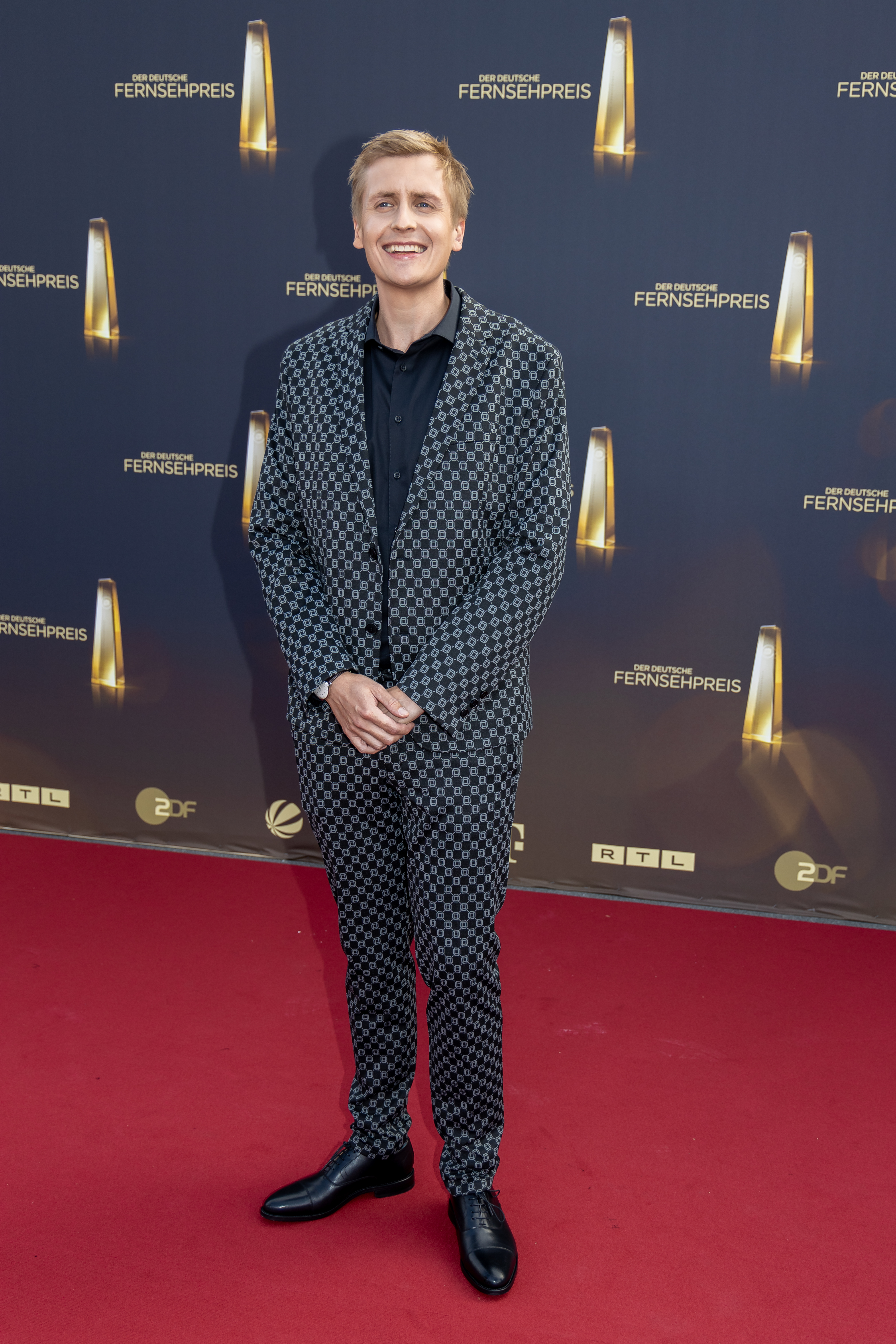
Till Reiners beim Deutschen Fernsehpreis 2022

Till Reiners (* 3. März 1985 in Duisburg) ist ein deutscher Stand-up-Comedian, Komiker, Podcaster, Kabarettist und Fernsehmoderator.

## Leben
Reiners wuchs als Sohn eines Germanistenehepaares in Geldern auf. Sein Vater Klaus Reiners, zudem Historiker, war unter anderem als Rentner Integrationsbeauftragter für Flüchtlinge in Bedburg-Hau. Nach dem Abitur am Friedrich-Spee-Gymnasium in Geldern studierte Till Reiners Politikwissenschaft in Trier. Dort war er einige Zeit lang festes Mitglied des Theater-Ensembles „TheaterUmriss“. Mit einem der Ensemble-Gründer, Roman Schmitz, veranstaltete er regelmäßig die Lesung 13 Kurze mit ...
Im Jahr 2009 zog Reiners nach Berlin, schloss von dort aus sein Politikstudium an der Universität Trier mit dem Magister ab und nahm mit wachsendem Erfolg an Poetry Slams teil. Ende 2010 wurde er mit seinen humoristischen Kurzgeschichten Berliner Stadtmeister im Poetry Slam. 2010 und 2011 war er Finalist bei den deutschsprachigen Meisterschaften in Bochum und Hamburg. In der folgenden Zeit absolvierte er unter anderem ein Praktikum bei der Deutschen Welle und veröffentlichte Comedy-Beiträge bei Deutschlandfunk Kultur. Von Herbst 2011 bis 2014 war er mit seinem Soloprogramm Da bleibt uns nur die Wut auf Kleinkunstbühnen in ganz Deutschland unterwegs. Im Januar 2015 folgte das Programm Auktion Mensch sowie im April 2019 sein drittes abendfüllendes Programm mit dem Titel Bescheidenheit.
Außerdem ist Reiners neben Moritz Neumeier seit 2017 Moderator der Talksendung Talk ohne Gast des Radiosenders fritz des rbb. Gemeinsam gründeten sie bereits zuvor im Jahr 2016 die Impro-Stand-Up-Show Schund und Asche, die monatlich im Hamburger Polittbüro stattfindet. Darüber hinaus spielen sie auch gemeinsame Duo-Shows in ausgewählten größeren Städten. Während der COVID-19-Pandemie waren beide gemeinsam Gastgeber der Comedyshow HOMIES, in der sie von verschiedenen Künstlern und Comedians per Livestream unterstützt wurden. Reiners interviewte von Juli 2020 bis Juli 2021 in seinem Podcast Jokes andere Comedians. Von Anfang Februar 2022 bis November 2023 veröffentlichte Reiners einen wöchentlichen Podcast mit Moderatorin Ariana Baborie unter dem Namen Endlich normale Leute.
Reiners ist regelmäßiger Gast in satirischen TV-Formaten wie Die Anstalt oder der heute-show. Erstmals am 20. März 2022 übernahm Reiners die Gastgeberrolle der Satireshow Happy Hour in 3sat, die bisher von Sebastian Pufpaff ausgefüllt wurde. Am 14. Oktober 2022 übernahm Reiners stellvertretend für den an Covid-19 erkrankten Oliver Welke die Moderation der heute-show. Seit 2023 ist er mit Moritz Neumeier und Filiz Tasdan auf dem von Fritz betriebenen YouTube-Kanal Comedy Kollektiv mit der Show falsch, aber lustig zu sehen.
Seit Juni 2025 moderiert Till Reiners die Late-Night-Show Till Tonight im ZDF. Laut Senderangaben sind zunächst acht Folgen geplant.
Reiners lebt in Berlin.

## Sonstiges
2017 gründete er im Rahmen eines funk-Projektes seine eigene Partei mit dem Namen Re:set, um jungen Menschen aufzuzeigen, wie man sich gezielt politisch engagiert.
In einem Interview bei der taz wurde Reiners darauf angesprochen, dass er laut seinem Wikipedia-Artikel ein Volontariat beim Floristenfachmagazin „florieren!“ absolviert habe, was Reiners in dem Interview selbst zunächst bestätigte und nähere Angaben hierzu machte. Einige Monate später gab er jedoch in seinem Podcast Talk ohne Gast bekannt, dass er nie ein Volontariat bei dem Magazin durchlaufen hatte, die Angabe dazu im Wikipedia-Artikel durch ihn selbst veranlasst worden war und er sich die näheren Details der Tätigkeit gegenüber der taz – und auch anderen Interviewpartnern – nur ausgedacht hatte.

## Comedy-Programme
- 2011: Da bleibt uns nur die Wut
- 2015: Auktion Mensch
- seit 2016: Schund und Asche (Impro-Stand-Up-Show mit Moritz Neumeier)
- 2019: Bescheidenheit
- 2021: Flamingos am Kotti
- 2023: Mein Italien
- seit 2023: Falsch aber Lustig (mit Filiz Tasdan und Moritz Neumeier)[24]

## Fernsehen & Radio

### Fernsehen

#### Fortlaufend
- seit 2022: Till to go, ZDF Mediathek
- seit 2022: Till Reiners’ Happy Hour, 3sat
- seit 2019: heute-show, (Mitwirkender) ZDF
- seit 2015: Die Anstalt, (Mitwirkender) ZDF
- seit 2025: Till Tonight, ZDF

#### Früher
- 2021: RTL Topnews, (Mitwirkender) RTL
- 2020: Darf ich mich setzen?, ZDFneo
- 2020: Homies, ZDFneo
- 2020: Die Anstalt, (2 Folgen) ZDF
- 2019: Heroes – aus dem Leben von Comedians, 3sat
- 2023: ZDF Comedy Sommer, Moderator Folge 2[25]

### Radio
- seit 2017: Talk ohne Gast, Radio Fritz (rbb)
- 2022–2023: Endlich normale Leute (Podcast), (Seven.One Audio)[26]
- 2020–2021 JOKES mit Till Reiners (Podcast), Spotify[27]

### Gastauftritte
- Die Anstalt, ZDF:
  1. Folge 15: Rechtsextremismus (17. November 2015)
  2. Folge 26: Automobilindustrie (7. März 2017)
  3. Folge 34: Waffenexporte (27. März 2018)
  4. Folge 45: Sommerfest der Demokratie (16. Juli 2019)
  5. Folge 49: rechte Netzwerke (11. Februar 2020)
  6. Folge 50: Coronavirus - Homeoffice Edition (24. März 2020)
  7. Folge 53: Rassismus (14. Juli 2020)
  8. Folge 61: Bundestagswahl 2021 (23. Juli 2021)
  9. Folge 63: Abholzung des Regenwaldes, Artensterben (2. November 2021)

- 2015–2017: Comedy mit Karsten, MDR
- 2016: NDR Talk Show, NDR
- 2017: Nuhr ab 18 – Junge Comedy, Das Erste
- 2019: Olafs Club, MDR
- 2020: NDR Comedy Contest, NDR
- 2020: Ich hasse ..., YouTube
- 6. November 2020: Luke! Die Greatnightshow: Deutschland lacht!, Sat.1
- 19. März 2021: Luke! Die Schule und ich, Sat.1
- 2021: Pufpaffs Happy Hour, 3sat
- 2021: Genial Daneben, Sat.1
- 2022: Sträter, Das Erste
- 2022: Gute Unterhaltung!, SWR
- 2022: Frei Schnauze, RTL
- 2023: jerks., Joyn
- 2025: LOL: Last One Laughing
- 2025: Die Carolin Kebekus Show, Das Erste

## Auszeichnungen
- 2009: Karl-Marx-Poesiepreis

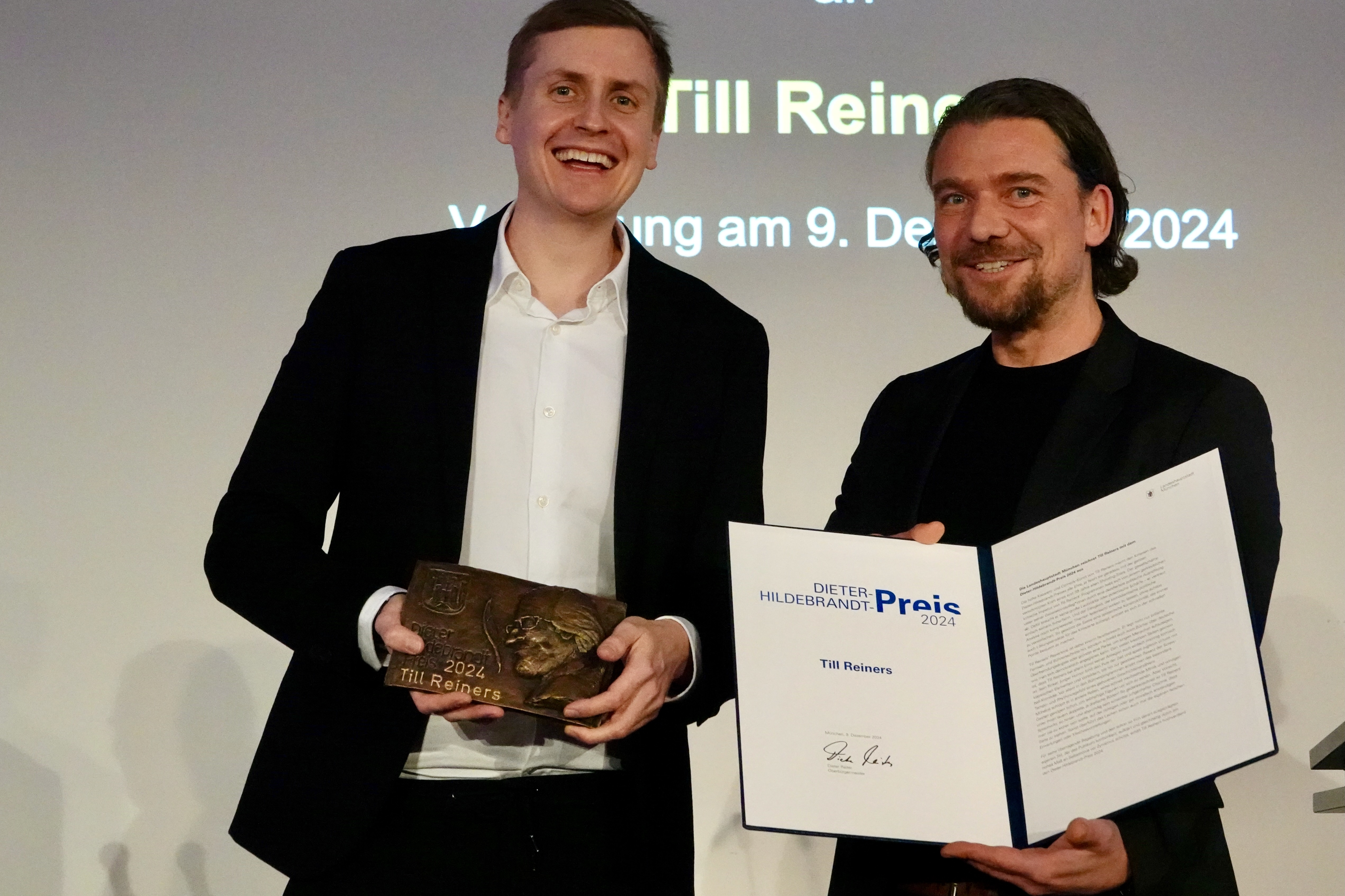
Stadtdirektor Marek Wiechers überreicht Till Reiners (links) den Dieter-Hildebrandt-Preis 2024

- 2010: Sieger der FritzNacht der Talente im Admiralspalast
- 2011: 2. Platz beim Passauer Scharfrichterbeil
- 2012: Bielefelder Kabarettpreis 1. Platz
- 2012: Silberner Stuttgarter Besen
- 2012: St. Ingberter Pfanne
- 2013: Goldener Rostocker Koggenzieher
- 2014: Förderpreis Deutscher Kabarettpreis
- 2014: Jugend kulturell Förderpreis 2014 „Kabarett & Co“, 2. Jurypreis im Finale und Jurypreis in der Vorentscheidung in Fulda
- 2022: Deutscher Kleinkunstpreis in der Kategorie Stand-Up-Comedy[28]
- 2023: Bayerischer Kabarettpreis[29]
- 2024: Dieter-Hildebrandt-Preis[30]
- 2025: Salzburger Stier[31]

## Veröffentlichungen
- Da bleibt uns nur die Wut. Sprechstation, 2013, ISBN 978-3-939055-16-7.
- Von einem, der auszog, das Fürchten zu lernen: Begegnungen mit besorgten Bürgern. Rowohlt, 2016, ISBN 978-3-499-63214-3.